# Школьный (Крымский район)
Школьный — хутор в Крымском районе Краснодарского края. Входит в состав Варениковского сельского поселения.

## География
Находится в пределах Кубано-Приазовской низменности,

### Уличная сеть
| - пер. Верхний, - пер. Лесной, - пер. Нижний, - пер. Средний, - ул. Варениковская, - ул. Веселая, | - ул. Коммунистическая, - ул. Лесная, - ул. Магистральная, - ул. Мира, - ул. Садовая, - ул. Тихая. |

## История
В 2012 из Москвы привезли деревянный сруб церкви. Церковь собрана без единого гвоздя. Назвали новую церковь Донской иконы Божией Матери.

## Население
| 1999 | 2002  | 2010  |
| ---- | ----- | ----- |
| 1240 | ↘1158 | ↗1203 |

## Инфраструктура
В хуторе есть детский сад, средняя школа, Дом культуры.
Личное подсобное хозяйство с зоной сельскохозяйственного использования, индивидуальная застройка усадебного типа.
Основа экономики — сельское хозяйство.

## Транспорт
Остановка общественного транспорта «Школьный». 